# Gemeinde Turawa
Die Gemeinde Turawa, polnisch Gmina Turawa ist eine Landgemeinde (Gmina wiejska) im Powiat Opolski der Woiwodschaft Opole in Polen. Ihr Sitz ist das gleichnamige Dorf mit etwa 1150 Einwohnern.

## Geographie

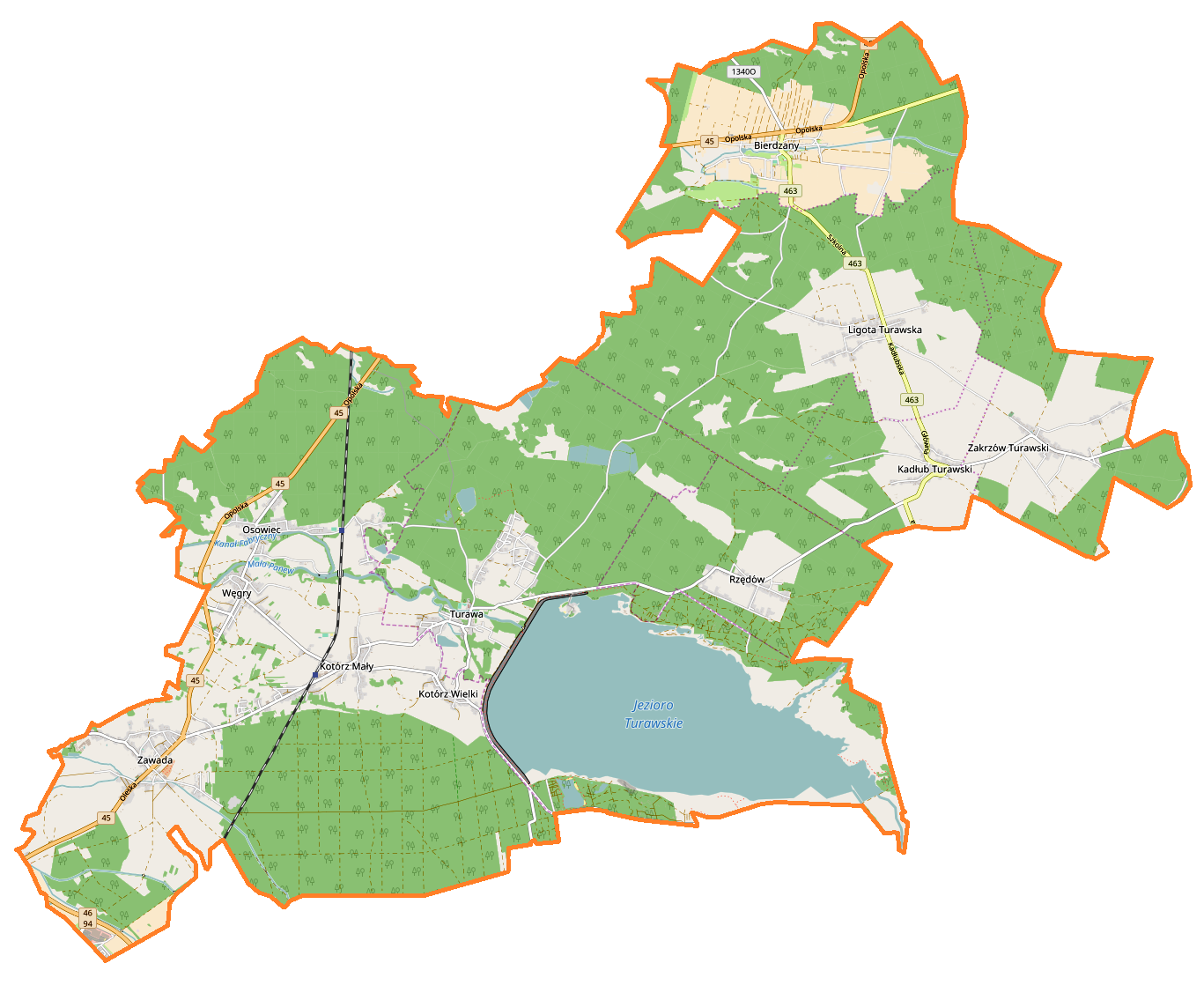
Karte der Landgemeinde mit dem Turawa-Stausee

Die Gemeinde grenzt im Südwesten an die Woiwodschaftshauptstadt Opole und liegt wie diese zentral in der Woiwodschaft. Nachbargemeinden sind Chronstau, Gross Lassowitz, Lugnian, Opole, Ozimek und Zembowitz. Zum Gemeindegebiet gehört der Turawa-Stausee.
Zu den Gewässern gehören der Turawa-Stausee (Jeziora Turawskie) mit den Zuflüssen Mała Panew (deutsch Malapane) und Libawa.

## Geschichte
Bei der Volksabstimmung am 20. März 1921 stimmten 320 Wahlberechtigte für einen Verbleib bei Deutschland und 133 für Polen.
Im Jahr 1945 kam das Gebiet an Polen. Die Gmina Turawa wurde gebildet und 1950 Teil der Woiwodschaft Opole. Von 1954 bis 1972 bestand die Gromada Turawa. Von 1975 bis 1998 gehörte die Gemeinde zur kleiner zugeschnittenen Woiwodschaft Opole.
Bei der Volkszählung von 2002 bezeichneten sich 21,1 % der Gemeindebevölkerung von 9609 Einwohnern als Angehörige der deutschen Minderheit und weitere 7 % bezeichneten sich als Angehörige der nicht anerkannten „schlesischen“ Nationalität. 12,7 % der Bevölkerung gaben bei der Befragung keine Nationalität an.
Am 8. März 2012 wurden in der Gemeinde zusätzlich amtliche deutsche Ortsnamen eingeführt.

## Politik

### Gemeindevorsteher
An der Spitze der Gemeindeverwaltung steht der Gemeindevorsteher. Seit 2002 war dies Waldemar Kampa von der Deutschen Minderheit, der 2018 durch Dominik Pikos vom Wahlkomitee „Gemeinsam können wir mehr“ abgelöst wurde. Die turnusmäßigen Wahl im April 2024 führte zu folgendem Ergebnis.
- Dominik Pikos (Wahlkomitee „Gemeinsam können wir mehr“) 54,9 % der Stimmen
- Łukasz Farys (Wahlkomitee „Chancen der Gemeinde Turawa“) 24,1 % der Stimmen
- Robert Sobczyk (Wahlkomitee Turawa-Land) 15,3 % der Stimmen
- Stefan Połonezki (Wahlkomitee „Weisheit, Toleranz, Entwicklung – Stefan Połonezki“) 5,7 % der Stimmen

Damit wurde Pikos bereits im ersten Wahlgang zum neuen Gemeindevorsteher gewählt.
Die turnusmäßigen Wahl im Oktober 2018 führte zu folgendem Ergebnis.
- Dominik Pikos (Wahlkomitee „Gemeinsam können wir mehr“) 55,2 % der Stimmen
- Waldemar Kampa (Wahlkomitee Deutsche Minderheit) 44,8 % der Stimmen

Damit wurde Pikos bereits im ersten Wahlgang zum neuen Gemeindevorsteher gewählt.

### Gemeinderat
Der Gemeinderat besteht aus 14 Mitgliedern und wird direkt in Einpersonenwahlkreisen gewählt. Die Gemeinderatswahl 2024 führte zu folgendem Ergebnis:
- Wahlkomitee „Gemeinsam können wir mehr“ 40,1 % der Stimmen, 10 Sitze
- Wahlkomitee Turawa-Land 21,6 % der Stimmen, 2 Sitze
- Wahlkomitee „Chancen der Gemeinde Turawa“ 19,7 % der Stimmen, 1 Sitz
- Wahlkomitee „Sebastian Klotka – Hindernis und Zusammenarbeit“ 7,0 % der Stimmen, 1 Sitz
- Schlesische Kommunalverwaltung (Deutsche Minderheit) 6,2 % der Stimmen, 1 Sitz
- Wahlkomitee „Weisheit, Toleranz, Entwicklung – Stefan Połonezki“ 5,4 % der Stimmen, kein Sitz

Die Gemeinderatswahl 2018 führte zu folgendem Ergebnis:
- Wahlkomitee „Gemeinsam können wir mehr“ 53,2 % der Stimmen, 7 Sitze
- Wahlkomitee Deutsche Minderheit 37,3 % der Stimmen, 6 Sitze
- Wahlkomitee „Unsere Selbstverwaltung“ 5,8 % der Stimmen, 1 Sitz
- Koalicja Obywatelska (KO) 3,1 % der Stimmen, kein Sitz
- Übrige 0,6 % der Stimmen, kein Sitz

### Partnergemeinden
- Wetter (Ruhr), Nordrhein-Westfalen
- Saalfelder Höhe, Thüringen
- Dřevohostice, Tschechien seit 2009.[9]

## Gliederung
Zur Landgemeinde Turawa gehören folgende Dörfer:
- Bierdzan (Bierdzany, 1936–1945 Burkardsdorf)
- Ellguth Turawa (Ligota Turawska)
- Friedrichsfelde (Rzędów)
- Groß Kottorz (Kotórz Wielki, 1936–1945 Groß Kochen)
- Kadlub Turawa (Kadłub Turawski, 1936–1945 Fichten O.S.)
- Klein Kottorz (Kotórz Mały, 1936–1945 Klein Kochen)
- Königshuld (Osowiec)
- Sacrau Turawa (Zakrzów Turawski, 1936–1945 Hochfelde O.S.)
- Sowade (Zawada, 1936–1945 Hinterwasser)
- Turawa (Turawa)
- Wengern (Węgry)

Eine weitere Ortschaft ist die Waldsiedlung Piła.

## Persönlichkeiten
- Joachim Prinz (1902–1988), Rabbiner; geboren in Bierdzan.